# Starrcade 1984
Starrcade '84: Million Dollar Challenge è stato la seconda edizione dell'annuale evento Starrcade prodotto dalla Jim Crockett Promotions sotto l'insegna della National Wrestling Alliance (NWA). Si svolse il 22 novembre 1984 al Greensboro Coliseum di Greensboro, Carolina del Nord.
A partire dagli anni sessanta e fino agli ottanta, era tradizione per la Jim Crockett Promotions (JCP) di organizzare importanti eventi di wrestling nel giorno del Ringraziamento e a Natale, spesso al Greensboro Coliseum. Nel 1983, la JCP creò Starrcade come evento principale della federazione per proseguire la tradizione, coinvolgendo anche wrestler provenienti da altre compagnie affiliate alla National Wrestling Alliance (NWA) e trasmettendo il tutto su canali via cavo. Starrcade in breve tempo divenne l'appuntamento annuale più importante della JCP (in seguito World Championship Wrestling, WCW), una sorta di Super Bowl del wrestling dove le storyline giungevano a conclusione e i titoli erano messi in palio.

## Evento
Il main event dello show venne pubblicizzato come "The Million Dollar Challenge" ("La sfida da un 1 milione di dollari"), infatti secondo la storyline il vincitore si sarebbe portato a casa anche 1,000,000 di dollari oltre che il titolo NWA World Heavyweight Championship. L'incontro vide il campione in carica "The Nature Boy" Ric Flair difendere il titolo contro lo sfidante "The American Dream" Dusty Rhodes, con l'ex pugile Joe Frazier in veste di arbitro speciale del match.

## Risultati
| N. | Risultati                                                                                                   | Stipulazione | Durata |
| -- | --- | --- | ------ |
| 1  | Denny Brown sconfigge Mike Davis (c)                                                                        | Single match per il NWA World Junior Heavyweight Championship | 05:38  |
| 2  | Brian Adias sconfigge Mr. Ito                                                                               | Single match | 04:00  |
| 3  | Jesse Barr (c) sconfigge Mike Graham                                                                        | Single match per il NWA Florida Heavyweight Championship | 11:43  |
| 4  | The Assassin & Buzz Tyler sconfiggono The Zambuie Express (Elijah Akeem & Kareem Muhammed) (con Paul Jones) | Tag team elimination match | 05:26  |
| 5  | Manny Fernandez sconfigge Black Bart (con James J. Dillon)                                                  | Single match per il Brass Knuckles Heavyweight Championship | 07:35  |
| 6  | Paul Jones sconfigge Jimmy Valiant                                                                          | Tuxedo Street Fight Loser-Leaves-Town match | 04:35  |
| 7  | Ron Bass (c) (con James J. Dillon) sconfigge Dick Slater per squalifica                                     | Single match per l'NWA Mid-Atlantic Heavyweight Championship | 09:12  |
| 8  | Ivan Koloff & Nikita Koloff sconfiggono Ole Anderson e Keith Larson (con Don Kernodle)                      | Tag team match | 15:28  |
| 9  | Tully Blanchard sconfigge Ricky Steamboat, e vince diecimila dollari                                        | Single match per l'NWA World Television Championship | 13:17  |
| 10 | Wahoo McDaniel sconfigge Billy Graham                                                                       | Single match per l'NWA United States Championship | 04:18  |
| 11 | Ric Flair (c) sconfigge Dusty Rhodes, e vince un milione di dollari                                         | Single match per l'NWA World Heavyweight Championship con arbitro speciale Joe Frazier (Il match si concluse quando Frazier fermò la contesa per un taglio sulla fronte di Rhodes) | 12:12  |